# Western Kentucky Hilltoppers

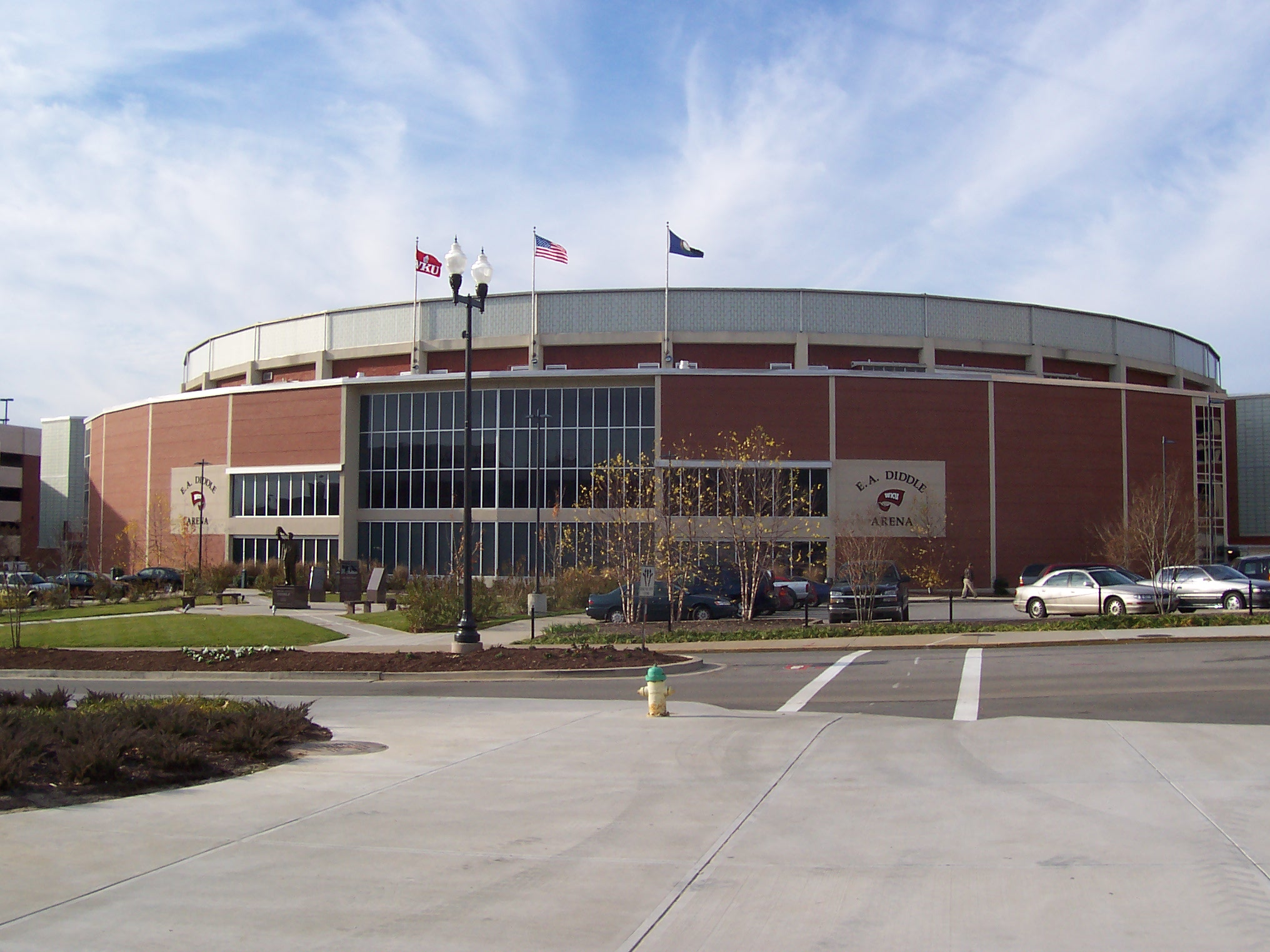
Diddle Arena.

Western Kentucky Hilltoppers (español: Los de la cima de la colina de Kentucky Occidental) es el equipo deportivo de la Universidad de Kentucky Occidental, situada en Bowling Green, Kentucky. Los equipos de los Hilltoppers participan en las competiciones universitarias organizadas por la NCAA, y forma parte de la Conference USA.

## Apodo
En el año 1911, la universidad, que estaba situada en la parte llana de Bowling Green, se trasladó a sus nuevas dependencias, a una colina (hill en inglés) al sudoeste de la ciudad, con una elevación sobre la misma de 232 pies. Resultó en ese momento más que lógico que a los atletas se les denominara los de la cima de la colina. A los equipos femeninos se les denomina Lady Toppers.
En los años 50 surgió un grupo vocal muy popular en aquella época, denominados The Hilltoppers, compuesto por alumnos de la universidad, que grabó varios discos y tuvo un éxito notable a nivel estatal

## Programa deportivo
Los Hilltoppers participan en las siguientes modalidades deportivas:
| - Masculino - Béisbol - Baloncesto - Natación - Fútbol americano - Golf - Fútbol - Tenis - Cross - Atletismo | - Femenino - Softball - Baloncesto - Natación - Voleibol - Golf - Fútbol - Tenis - Cross - Atletismo |